# Asbury Lake
Asbury Lake – jednostka osadnicza w Stanach Zjednoczonych, w stanie Floryda, w hrabstwie Clay.